# Брник
Брник (пол. Brnik) — село в Польщі, у гміні Домброва-Тарновська Домбровського повіту Малопольського воєводства. Населення — 569 осіб (2011).
У 1975—1998 роках село належало до Тарновського воєводства.

## Географія
Селом протікає річка Брень.

## Демографія
Демографічна структура станом на 31 березня 2011 року:
|          | Загалом | Допрацездатний вік | Працездатний вік | Постпрацездатний вік |
| -------- | ------- | ------------------ | ---------------- | -------------------- |
| Чоловіки | 266     | 57                 | 177              | 32                   |
| Жінки    | 303     | 73                 | 169              | 61                   |
| Разом    | 569     | 130                | 346              | 93                   |